# 30a Brigada Mixta (Exèrcit Popular de la República)
La 30a Brigada Mixta va ser una unitat de l'Exèrcit Popular de la República creada durant la Guerra Civil Espanyola. Al llarg de la contesa va intervenir en diverses batalles, com l'ofensiva de Segòvia, Brunete, Llevant o Peñarroya.

## Historial
La unitat va ser creada el 31 de desembre de 1936 en el front del Guadarrama amb forces del tinent coronel Domingo Moriones, quedant assignada a la 2a Divisió del I Cos d'Exèrcit. El comandament de la 30a Brigada Mixta va ser encomanat al major de milícies Manuel Tagüeña Lacorte. Entre les unitats de la brigada estava el batalló alpí, del qual van formar part esquiadors del Club Peñalara. La 30a BM va romandre en les seves posicions de la serra fins a la primavera de 1937.
Al maig de 1937 la brigada va ser assignada per a la seva participació en l'ofensiva de Segòvia. El 30 de maig dos dels seus batallons van atacar la posició de Cabeza Lijar, mentre que un altre batalló va atacar Cabeza Rey, encara que els assalts van ser infructuosos. Al juliol va prendre part en la batalla de Brunete, defensant amb èxit les seves posicions el 22 de juliol.
A l'agost Tagüeña va passar a manar una divisió, i fou rellevat pel major de milícies José Suárez Montero. Durant prop d'un any la brigada va romandre situada al front de Madrid, amb el seu lloc de comandament en Los Berrocales.
El 3 de juliol de 1938 la brigada va ser assignada a la 61a Divisió, i fou enviada al front de Llevant, sota el comandament del major de milícies Vicente Pragas, per a fer front a l'ofensiva franquista. El 13 de gener de 1939 va ser enviada al sector de Hinojosa del Duque, amb la 51a Divisió, per a prendre part en la batalla de Peñarroya.

## Comandaments
Comandants
- Major de milícies Manuel Tagüeña Lacorte;[7]
- Major de milícies José Suárez Montero;
- Major de milícies Vicente Pragas;

Comissaris
- Ángel Marcos Salas,[8] de la CNT;
- Diego Pastor, de les JSU;
- Pedro Orgaz Librero, del PCE;[9]
- Cristóbal Cáliz Almirón, del PSOE;[10]
- Tomás Catalán;

Caps d'Estat Major
- tinent de carrabiners Alejandro Veramendi Bueno;
- capità de milícies Paradinas;
- capità de milícies Ángel Tresaco Ayerra;